# Перах
Перах (нім. Perach) — громада в Німеччині, розташована в землі Баварія. Підпорядковується адміністративному округу Верхня Баварія. Входить до складу району Альтеттінг. Складова частина об'єднання громад Райшах.
Площа — 14,14 км2. Населення становить 1289 ос. (станом на 31 грудня 2020).